# Lista över militära taktiska begrepp
Detta är en lista över militära taktiska begrepp, order och deras betydelser. Dessa begrepp lärs ut av svenska försvarsmakten vid befälsskolor och officersskolor. Motsvarande begrepp finns i flera andra länder. Taktiska begrepp samt stridssätt och stridsuppgifter:

## Taktiska begrepp

### Kraftsamling
Kraftsamling innebär att den som leder strid samlar resurser, trupper, eldkraft eller andra resurser till ett i förhand utvalt område. Området är ofta en geografisk plats, men kraftsamlingen kan också gälla samling till en viss tid, samling till bekämpning av en viss typ av mål eller samling till bekämpning av en viss funktion. Kraftsamlingen sker med ett bestämt syfte, ofta för att bli starkast i det geografiska område där man vill nå ett avgörande. Detta kallas lokal överlägsenhet (se nedan). 
I dagens moderna strid, där vapensystem har mycket lång räckvidd, innebär kraftsamling ibland att det är vapenverkan och inte trupperna som samlas till ett visst område. I det område där man vill vinna avgörande måste ändå fiendens trupper lokalt sättas ur stridbart skick, tillsammans med fiendens vapensystem och andra trupper som kan påverka striden i området.

### Överraskning
Överraskning innebär att de egna trupperna genomför en verksamhet som fienden inte förutsett och haft tid att förbereda sig för att möta. Alla typer av anfall bygger på överraskning i syfte att hålla nere de egna förlusterna. Verksamheten som skall leda till att fienden överraskas benämns vilseledning. Manöverkrigföring är ett sätt att strida som bygger på snabba beslut och snabba rörelser för att hindra fienden att reagera i tid. Det kan därför sägas innehålla element av överraskning. 

### Lokal överlägsenhet
En chef vill alltid uppnå lokal överlägsenhet mot fienden. Lokal överlägsenhet betyder att på en given plats är de egna styrkorna starkare och har mer resurser än fienden. Även om fienden anfaller med en division om 10 000 man mot en enda egen bataljon, kan man genom att använda terrängen taktisk bra avskära och anfalla enskilda kompanier av divisionen med flera egna kompanier. Även eldöverfall ger en form av lokal överlägsenhet kombinerat med överraskning.

### Handlingsfrihet
Handlingsfrihet innebär att en chef ser till att de egna/underställda förbanden ständigt har flera olika alternativ att välja mellan avseende strid, ammunition, personal, ledning, öppna vägar, samband mm. En militär chef eftersträvar alltid hög grad av handlingsfrihet, det vill säga att ha all personal på plats, bra samband med högre chef, tillgång till understödseld och sjukvårdsresurser, fullt med ammunition, god kännedom om var fienden finns, god kännedom om terrängen samt fulltankade och helt fungerande fordon. Exempel: Fråga "Kapten, kan 2.a kompaniet anfalla och ta bron före kl 1500 ?", Svar "Svaret är Nej, Major, jag har inte full handlingsfrihet då 2 plutoner fortfarande är i strid samt den 3:e plutonen inte kommit fram till samlingsplatsen efter fientligt eldöverfall."

## Stridssätt
Stridssätten är de metoder, ofta kallade stridsteknik, som en enhet använder för att lösa de stridsuppgifter den tilldelats av högre chef.

### Anfall
Anfall innebär att söka strid med fienden. Syftet är ofta att ta terräng, men det kan också vara att hindra fienden att utnyttja sina styrkor som han själv vill (det kallas att binda eller störa fienden). Vid anfall är samordningen mellan trupprörelser, understödsvapen och indirekt eld mycket viktig. Vid anfall strävar man alltid efter lokal överlägsenhet.

### Försvar
Försvar innebär att bekämpa fientliga anfall mot den egna positionen. Vid försvar har det försvarade området ofta förberetts noggrant. Finns det gott om tid att förbereda försvaret kan man bygga skyddsrum, skyttevärn och göra andra fältarbeten som mineringar och hinder.

### Fördröjningsstrid
Fördröjningsstrid innebär att fördröja fienden och ge honom förluster med en liten insats av egen trupp. Syftet kan till exempel vara att vinna tid för att förbereda försvaret. I fördröjningsstriden kan det ingå moment av anfall och försvar under begränsad tid.

## Stridsuppgifter
Stridsuppgifterna beskriver den uppgift som ett förband ska lösa. I förband som använder uppdragstaktik är chefen för förbandet oftast fri att välja valfritt stridssätt för att lösa uppgiften. Vissa stridsuppgifter styr dock stridssättet, till exempel fördröja.
Stridsuppgifterna ges ofta tillsammans med ett geografiskt område där uppgiften ska lösas och en tidsgräns när uppgiften ska vara löst, alternativt mellan vilka tider uppgiften ska lösas. Ett exempel kan vara "Fördröj fiendens framryckning längs vägen från A till B från kl. 12.00 till i morgon kl. 17.00."

### Stridsspana
Spaning är ett sätt att samla underrättelser om fienden, helst utan att bli upptäckt eller utan egna förluster. 

### Fördröja
Fördröja innebär att med fördröjningsstrid som stridsmetod försena fienden när han försöker tränga fram i ett visst område.

### Skydda
Skydda innebär att hindra fienden från att ingripa verksamt mot det som ska skyddas. Det förband som skyddar grupperar så att de egna förbanden hamnar i eventuell strid före de förband som skall skyddas.

### Eskortera
Order ges till förband som skall följa med och skydda en transport eller hela kompanier som skall förflyttas. Oftast har eskorterade förband begränsad eldkraft. 

### Understöd
Understödjer andra förbands verksamhet. Kan vara med eld, transportresurser, kommunikation eller sjukvård. Behöver inte alltid innebära strid.

### Försvara
Innebär att hindra fienden att utnyttja angiven terräng och att göra det möjligt för egna förband att utnyttja samma terräng.

### Försvåra
Uppgift, med relativt låg ambitionsnivå, som syftar till att göra det svårt för fienden att nå sina mål eller genomföra sin verksamhet men utan att utsätta sitt eget förband för alltför stora risker. Exempel: "Försvåra fientlig spaning i området mellan sjöarna". Försvåra fientlig röjning av minfält vid xx"

### Förhindra
Uppgift som avser att hindra fientlig verksamhet, exempelvis övergång av bro, upprättande av batteriplats eller depåplats eller tillfälliga flygfält.

### Avvärja
Uppgift som ges till högre förband, bataljon och uppåt. Uppgiften går ut på att hindra fienden att gå över en fastställd linje på kartan med alla till buds stående medel. En avvärjning inleds med rörligt försvar och eldöverfall, övergår sedan i försvar för att slutligen övergå i anfall för att stoppa fientlig framryckning. Exempel: " 2.a Bataljon, avvärj påbörjad fientlig övergång av Piteå älv".

### Nedkämpa
Nedkämpa betyder att "försätta ur stridbart skick", dvs döda, skada, tvinga till reträtt eller ta tillfånga. Ordern nedkämpa kan ges till kompani eller bataljon och har då tydlig innebörd. Till pluton eller grupp ges ordern "Bekämpa", vilket i princip betyder samma sak, men med lägre ambitionsnivå.

### Störa fientlig verksamhet
Uppgift med låg ambition, går ut på att störa fienden och påminna om att våra förband finns i närheten. Syftar ofta till att tvinga fienden till försiktighet som är tidskrävande.

### Tag terräng
En uppgift med väldigt hög ambitionsnivå, i synnerhet om terrängen är försvarad av fientliga förband. Målsättningen är att placera trupper så att de kontrollerar angiven plats. Ordern ges ofta i kombination med "Anfall och tag terräng mellan sjöarna. Beredd försvara tagen terräng." 